# Chronoperates
Chronoperates (грецькою мовою означає «мандрівник у часі») — вимерлий рід ссавців, останки якого були знайдені в пізньому палеоценовому відкладенні в Альберті, Канада. Він представлений типовим видом Chronoperates paradoxus і відомий лише з часткової лівої нижньої щелепи. Його вперше ідентифікували в 1992 році як нессавцевого цинодонта. Наступні автори оскаржили це тлумачення, особливо тому, що зуби не нагадують жодного з відомих нессавцевих цинодонтів. Зараз зазвичай вважається, що Chronoperates є симетродонтним ссавцем, який пізно вижив. Це все одно вказує на примарний родовід симетродонтів, але правдоподібніший, оскільки симетродонти зберігалися в пізньому крейдяному періоді.